# بودیکا: ملکه جنگ
بودیکا: ملکه جنگ (به انگلیسی: Boudica: Queen of War)، یک فیلم اکشن و درام تاریخی بریتانیایی محصول سال ۲۰۲۳ به کارگردانی و نویسندگی جسی وی. جانسون است. این فیلم جنگجوی سلتیکی همنام قوم ایسنی، بودیکا، در بریتانیای رومی و چگونگی شورش او علیه رومیان پس از مرگ همسرش، پراسوتاگوس، را دنبال می‌کند. در این فیلم اولگا کوریلنکو به عنوان شخصیت اصلی بازی می‌کند. همچنین فیلم به‌طور کلی نقدهای منفی دریافت کرد.
این فیلم در ۳۰ اکتبر ۲۰۲۳ در آمازون پرایم ویدئو منتشر شد. بودیکا در نتفلیکس در بریتانیا در دسترس قرار گرفت. بدون عنوان فرعی «ملکه جنگ» فهرست شد.

## داستان
دربارهٔ جنگجویی به نام بودیکا است که در کنار همسرش پراسوتاگوس، بر قوم آی سینی حکومت می‌کنند. اما زمانی که پراسوتاگوس به دست سربازان رومی کشته می‌شود، پادشاهی بودیکا بدون وارث مرد باقی مانده و رومی‌ها زمین و دارایی او را تصرف می‌کنند. جال بودیکا که تا مرز جنون پیش رفته، مصمم به گرفتن انتقام مرگ شوهرش است. در نهایت او قبایل مختلف منطقه را گرد هم آورده و جنگی حماسی علیه امپراتوری قدرتمند روم به راه می‌اندازد اما…

## تولید
فیلمبرداری در مکان‌های مختلف در سراسر بریتانیا انجام شد. گروه فیلمبرداری در حال فیلمبرداری در کلیسای سنت لارنس در ایپسوییچ مشاهده شدند.

## بازخوردها
این فیلم در راتن تومیتوز بر اساس رای ۱۵ منتقد دارای امتیاز ۴۰ درصد تائیدیه است.